# Absolute Let's Dance opus 8
Absolute Let's Dance opus 8, kompilation i serien Absolute Dance udgivet i 1995. 

## Spor
1. JX (DJ) – "You Belong To Me"
2. Snap feat. "Summer" – "The First The Last Eternity (Till The End)" (7" Edit)
3. Scatman John – "Scatman (Ski-Ba-Bop-Ba-Dop-Bop)" (New Radio Remix)
4. The Bucketheads – "The Bomb! (These Sounds Fall Into My Mind)" (Radio Edit)
5. Reel 2 Real – "Conway" (Erick "More" Radio Edit)
6. Swing feat. Dr. Alban – "Sweet Dreams" (Radio Edit)
7. La Bouche – "Be My Lover" (Radio Edit)
8. Perfecto Allstarz – "Reach Up (Pig Bag)" (Radio Edit)
9. Cymurai feat. Thea Austin – "Magic Touch" (Radio Edit Vox Version)
10. Scooter – "Move Your Ass!" (Video Edit)
11. Basic Element – "The Fiddle" (Radio Edit)
12. Centory – "The Spirit" (Radio Edit)
13. The Prodigy – "Poison" (95EQ)
14. The Outhere Brothers – "Boom Boom" (Radio vers.)
15. Herbie – "Right Type Of Mood" (Radio Edit)
16. Mr. President – "I'll Follow The Sun" (Radio Edit)
17. Definition Of Joy – "Stay With Me 4 Ever" (Original Radio Edit)
18. M.C. Sar & The Real McCoy – "Run Away"
19. E:Motion – "Open Your mind" (Euromix)
20. Mash – "Let's Spend The Night Together" (Radio Mix)